# Línea 27 (EMT Valencia)
La línea 27 Mercat Central - La Torre de la EMT de Valencia une la pedanía de La Torre con el centro de la ciudad.

## Recorrido
Sentido Mercat Central
Sale desde la calle Manuel Izaro, carretera Real de Madrid, calle Jose Soto Micó, calle Sant Vicent, plaza de España, plaza de San Agustín, calle Sant Vicent, calle Garrigues y plaza Ciudad de Brujas.
Sentido La Torre
Sale desde plaza Ciudad de Brujas, avenida del Oeste, calle Jesús, avenida Giorgeta, calle Sant Vicent, calle José Soto Micó, carretera Real de Madrid y calle Manuel Izaro. 

## Historia
El día 21 de noviembre de 1965, después de un tiempo de proyecto se inauguró la línea 27, siendo la primera línea de SALTUV. Cubría el trayecto desde el Camino Real de Madrid hasta la Ciudad Fallera en Benicalap. Primero cubrían la línea ocho Pegaso 5020 concretamente del 1056 al 1063 y luego, diez Pegaso 5020 y cinco Pegaso 5062 que estaban reservados para la futura línea 28. La creación de esta línea provocó una denuncia por parte de AUVACA hacia SALTUV, ganado al final por ésta. El 1 de junio de 1973 entra por fin hasta dentro de la Ciudad Fallera. Los cambios de sentido en la circulación provocaron una reestructuración de la línea en junio de 1976, desviándose por la avenida de Burjasot. El 1 de marzo de 1981 alargó su recorrido en la Ciudad Fallera hasta la calle del Ninot. El 23 de agosto del año 2000 se denominó "Ciutat Art. Faller-Alfafar", cambiando Alfafar por La Torre al día siguiente, aunque sin variar el recorrido. Unos meses más tarde, concretamente el 1 de enero de 2001, recortó su recorrido hasta el Mercado Central, desdoblándose con la nueva 28. El 16 de marzo de 2007 incorpora nuevos autobuses, los Irisbus Cityclass GNC Noge, en sustitución de los de la serie 5000. El 22 de septiembre sustituye de nuevo sus buses por los nuevos Scania N230 E4. Debido a la peatonalización de la Lonja, en noviembre del 2015 se hizo de doble dirección el tramo de la avenida del Oeste desde Garrigues hasta la Plaza de Ciudad de Brujas, lo cual hizo que se modificara el itinerario en dirección al Mercado girando a la Calle Garrigues desde la Calle San Vicente en lugar de hacerlo por la Avenida Maria Cristina, y luego dirigiéndose por avenida del Oeste hasta la citada plaza.

## Series asignadas
|                    | 1996      | 1997 | 1998 | 1999 | 2000 | 2001 | 2002 | 2003 | 2004 | 2005 | 2006 | 2007 | 2008 | 2009 | 2010 | 2011 | 2012 |
| ------------------ | --------- | ---- | ---- | ---- | ---- | ---- | ---- | ---- | ---- | ---- | ---- | ---- | ---- | ---- | ---- | ---- | ---- |
| CANTIDAD AUTOBUSES | 19        | 19   | 19   | 19   | 18   | 10   | 10   | 10   | 10   | 9    | 8    | 8    | 7+2  | 7+2  | 7+2  | 7    | 7    |
| SERIE              | 2200/6100 | 5200 | 5200 | 5200 | 5200 | 5200 | 5200 | 5200 | 5200 | 5200 | 5200 | 5000 | 9200 | 9200 | 7000 | 7000 | 7000 |

### Imagen de las Series

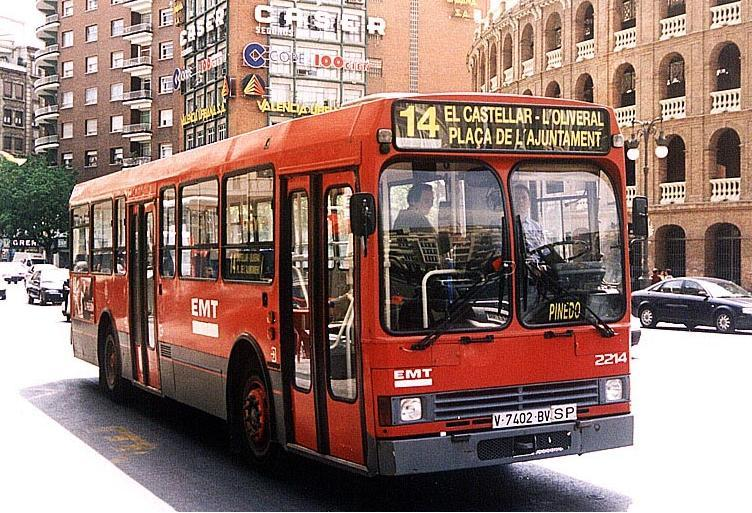
Pegaso 6038